# 全ドイツ労働者協会
全ドイツ労働者協会（ぜんドイツろうどうしゃきょうかい、ドイツ語: Allgemeiner Deutscher Arbeiterverein,略称ADAV）は、1863年5月23日にフェルディナント・ラッサールがドイツの労働運動指導のために創設したドイツ初の労働者政党。1875年にはマルクス系の社会主義政党ドイツ社会民主労働者党(SDAP,「アイゼナハ派」)と合同してドイツ社会民主党(SPD)の前身たるドイツ社会主義労働者党(SAP)を創設した。この経緯のためドイツ社民党では全ドイツ労働者協会の創設日1863年5月23日を自党の創設日と見做している。「全ドイツ労働者協会」の訳語の他、「全ドイツ労働者同盟」と訳されることもある。

## 歴史

### 全ドイツ労働者大会の開催準備
1862年8月25日にプロイセン王国・ベルリンで開かれた労働者集会でロンドン万博に派遣された労働者の報告を聞くため「全ドイツ労働者大会」を開催しようという提案がなされた。10月7日の労働者集会で全ドイツ労働者大会準備委員会が設置され、カジミール・アウグスト・アイヒラー（Casimir August Eichler） が委員長に就任した（ベルリン委員会）。同委員会はザクセン王国政府に11月28日にライプツィヒで大会を開くことの許可願を提出して許可を得た。
一方ライプツィヒでもフリードリヒ・ヴィルヘルム・フリッチュやユリウス・ファールタイヒを中心に独自の労働者組織が立ち上げられており（ライプツィヒ委員会）、ベルリン委員会のアイヒラーの親ビスマルク的な方針（ブルジョワ的反対派ドイツ進歩党を労働運動から排除してビスマルクの庇護を受ける方針）と対立を深めた。シュルツはベルリン委員会に対して全ドイツ労働者大会の創設準備は徹底的な準備の上で進めるよう要求し、結局ベルリン委員会は11月2日の集会において全ドイツ労働者大会の開催を延期するとともに大会開催準備の仔細をライプツィヒ委員会に委ねることを決議した。ライプツィヒ中央委員会は11月22日にザクセン王国内閣に対して流産した11月大会に与えられていた開催許可の延期を請願した。

### ラッサールの『公開回答書』

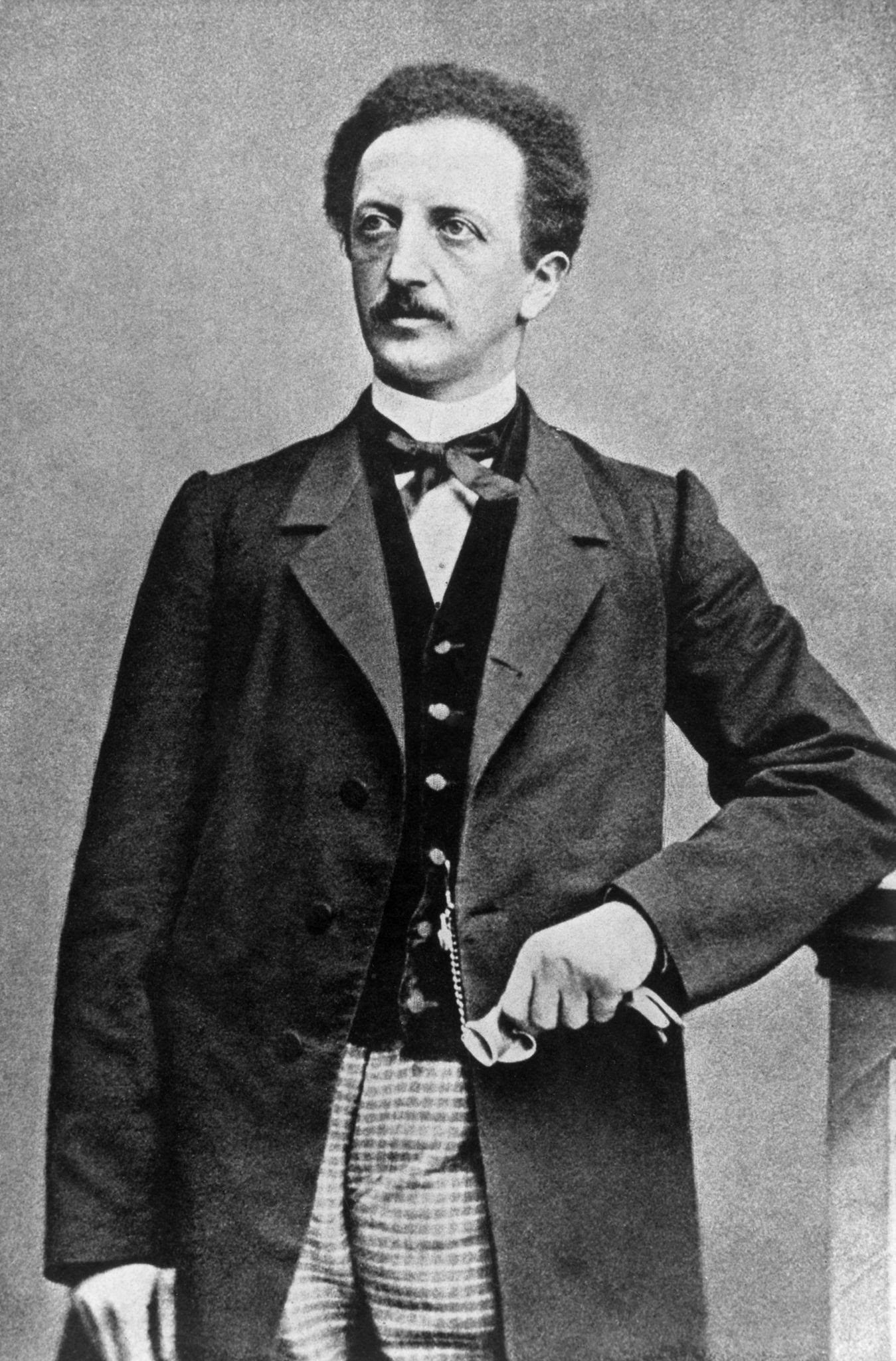
フェルディナント・ラッサール

この頃、労働者の間ではフェルディナント・ラッサールの『労働者綱領』が話題になっていた。ラッサールはこの本の発行によって検察から起訴されて裁判にかけられていたが、全ドイツ労働者大会の準備を進めるライプツィヒ中央委員会の2人の議長ファールタイヒとオットー・ダマーは、ラッサールの裁判を傍聴してラッサールの演説に感心した。ファールタイヒとダマーは1863年2月にラッサールのベルリンの自宅を訪問し、労働運動方針について指導を求めた。ラッサールはその返事として1863年3月1日に『公開回答書』を出版した。
その中でラッサールは進歩党は信用ならないので進歩党から独立した労働運動を組織する必要があると論じた。また労働者を「賃金の鉄則」から解放するため労働者階級自らを企業家にする必要があるとした。具体的には労働者の自由な同盟と国家の援助によって企業体「生産組合」を結成させて賃金と企業利得を一致させることで「賃金の鉄則」から離れて労働者階級の状況を改善させることができると唱えた。この生産組合においては労働者は毎週慣習に従った賃金を受けつつ、年末には営業収益の分配を受けることになる。国家は定款の認可と業績確保のための介入を行うが、国家にこのような強力な干渉を行わせるには、国民が自ら選んだ立法府の存在、つまり普通選挙が不可欠であるとする。そして普通選挙を求める合法的運動を行うために労働者を「全ドイツ労働者協会」として組織する必要があると結論した。
以上を趣旨とするラッサールの『公開答弁書』は、3月17日のライプツィヒ中央委員会で採択され、つづく3月24日のオデオンでの全国労働者会議でも採択され、これを基にして全ドイツ労働者協会を結成するための新委員会創設が決議された。ラッサールはライプツィヒ以外にも支持を広げるべく東奔西走して演説して支持を拡大していった。

### 全ドイツ労働者協会の創設
ラッサールの努力の甲斐あって1863年5月23日にはライプツィヒにドレスデン、ハンブルク、ハールブルク、ケルン、エルバーフェルト、デュッセルドルフ、バーメン、ゾーリンゲン、フランクフルト、マインツの労働者代表が集まり、ラッサールが起草した綱領を採択のうえ、ラッサールを会長とする全ドイツ労働者協会を発足させることが決議された。
協会規約の第一条は協会の目的を「平和的及び合法的手段によって、なかんずく大衆の確信の獲得を通じて普通平等直接選挙を獲得することとし、この選挙法こそドイツ労働者階級の社会的利益を十分に代表し、社会の階級対立を真に除去することができる唯一の手段である」と定めている。また協会の組織については次のように定めている。協会の執行部である幹部会は会長と24名の委員によって構成され、トップである会長は総会での絶対多数で選出し、任期は最初のみ5年、二回目以降は1年。会長は緊急指令を出すことができるが、3か月以内に幹部会の承認を得なければならない。幹部会は地域組織の代表者を任免する権限を有する。総会は毎年1回開かねばならず、場所と日時は会長が決定する。幹部会の過半数もしくは協会員の6分の1以上の要求があった時には会長は6週間以内に総会を開かねばならない。規約の変更は協会設立後3年後からでき、総会の3分の2の賛成の決議により行われる。
会長に大きな権限があるのが特徴であり、他の幹部会委員による会長権力への制限は大したことはなかった。彼らは全ドイツにちらばっていて、そのことで行動能力を大きく制限されていたためである。これについてラッサールは結成式の数日前に「誰が会長になるにしても、その権限は独裁的であるべきだ。でなければ事は運ばないだろう。集団討議はブルジョワジーに任せておけばよい」と述べている。

### ラッサールの指導
初代会長にはラッサールが就任し、日常業務を取り扱う幹部会委員の書記にはファールタイヒが就任した。ラッサールは主にベルリンで、ファールタイヒはライプツィヒで協会の拡大のために熱心に活動した。ラッサールは10万人の協会員の確保を目指していたが、彼の生存中は4600人を超えなかった。その内訳は多くがアメリカ南北戦争の影響で痛めつけられたライン地方の織物労働者たちで、素朴な人柄のプロテスタントたちだった。
ラッサールはベルリンでの活動中プロイセン宰相オットー・フォン・ビスマルクと秘密裏に複数回の会談を行った。この会談でラッサールは普通選挙の欽定を求めたが、ビスマルクが選挙法改正をちらつかせてラッサールを篭絡するにとどまった。
一方ラッサールとファールタイヒの関係は悪化した。ラッサールが中央から独裁的な指導を行うのに対してファールタイヒが支部の自主独立を訴えるようになったためだった。ファールタイヒは1864年2月1日に書記を辞任し、ドレスデン支部長に転じることになった。しかしその後もファールタイヒ周辺はラッサールにとって頭痛の種となった。ドレスデン支部長になったファールタイヒはラッサールの方針に反して進歩党との連携を図り、ラッサールを憤慨させた。またラッサールのライバルであるカール・マルクスの一党であるヴィルヘルム・リープクネヒトがロンドンからドイツに舞い戻ってきて全ドイツ労働者協会に入会し、ファールタイヒと接近を図りはじめた。ビスマルクとの秘密会談をリープクネヒトに突き止められる恐れもあり、ラッサールにとってはいつこの周辺から陰謀を仕掛けられてもおかしくない危険な状況になった。

### ラッサールの死後

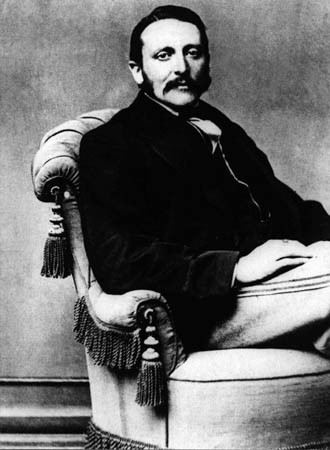
ヨハン・バプティスト・フォン・シュヴァイツァー

1864年8月31日、ラッサールは恋愛問題に絡む決闘で命を落とした。ラッサールは遺言で反ファールタイヒ派のフランクフルト支部長ベルンハルト・ベッカーを全ドイツ労働者協会の後継者に選ぶよう協会に推薦しており、1864年11月にはベッカーが後継の会長に選出された。
ラッサール死後の協会の方針について、ラッサールの一番の親友であるハッツフェルト伯爵夫人ゾフィーは、ラッサールの語った一言一句を大事にしてラッサールが死んだときの軌道をそのまま維持すべきことを唱えた。一方ヨハン・バプティスト・フォン・シュヴァイツァーは、ラッサールのプロレタリア運動を強化したいという精神を大事にすべきで、その実現のため必要とあればラッサールの個々の言葉や方針は放棄する事も認められるべきと考え、ラッサールのライバルのマルクスやエンゲルス、リープクネヒトとも一定の接触を持った。また彼は協会機関紙として『社会民主主義者』紙を発行することによって、ラッサールの死後の協会の理論的独裁権を握るようになった。
伯爵夫人とシュヴァイツァーの対立で党内の混乱が続き、1865年11月30日の総会ではカール・ヴィルヘルム・テルケが新しい会長に選出され、ついで1866年6月17日のライプツィヒでの第3回総会ではアウグスト・ペアルが会長に選出された。
しかしやがてシュヴァイツァーの独裁的な指導が必要との認識が党内に広まり、1867年5月にブラウンシュヴァイクで開かれた臨時総会でシュヴァイツァーが会長に選出された。これに反発したハッツフェルト伯爵夫人は6月にも協会員の約6分の1を引き連れて分党し、ラッサール派全ドイツ労働者協会(LADAV)を創設した。
全ドイツ労働者協会は1867年8月の北ドイツ連邦の帝国議会選挙に出馬し、2議席を獲得し、シュヴァイツァーは帝国議会議員となった。しかし1871年3月3日のドイツ帝国の帝国議会選挙では、1議席も取れない敗北を喫した。シュヴァイツァーは議会活動により確保してきた党内での優越的地位を失う形となり、直後の3月24日に会長を辞職した。7月1日にはウィルヘルム・ハーゼンクレーヴァーが新たな会長に就任した。

### ドイツ社会主義労働者党へ
シュヴァイツァーはラッサールの親ビスマルク路線を継承したため、これに反発するマルクス系の社会民主労働党（アイゼナハ派と呼ばれる。アウグスト・ベーベルとヴィルヘルム・リープクネヒトが指導）と長い抗争となり、ドイツ労働運動に深刻な内部分裂が生じていた。
しかしシュヴァイツァーの辞職後には全ドイツ労働者協会の親ビスマルク的傾向は減少し、また社会民主労働党もこの頃には小ドイツ統一に反対しなくなっていたので、両者を対立させる重要な論点がなくなっていた。さらに1874年1月10日の帝国議会選挙で両派は同じぐらいの票数を獲得して共に議席を伸ばしたが、もし合同して選挙戦を展開していたら更に2、3議席取れている計算だった。この選挙結果がいきり立つ両者を鎮静化させる役割をもたらした。さらに官憲がラッサール派もアイゼナハ派も問わず弾圧を行っていたため、両者の連帯感は増した。特に検事ヘルマン・テッセンドルフによる社会主義者弾圧はアイゼナハ派よりむしろ全ドイツ労働者協会に激しい弾圧を加えたため、アイゼナハ派の「ラッサール派は官憲の手先」という悪感情は急速に解消した（そのためベーベルはテッセンドルフを指して「合同の開拓者」と皮肉った）。
1874年10月10日にこれまで合同に反対してきたテルケが全ドイツ労働者協会を代表してリープクネヒトに合同を提案した。具体的な交渉は当時逮捕されていたハーゼンクレーヴァーの釈放を待つことになり、12月上旬にハーゼンクレーヴァーが釈放されると12月15日に両派の代表がベルリンで会合を持ち、初めて細目の合同条件を話し合った。今後の合同交渉は両派同数の委員を出し、双方の委員がそれぞれの綱領及び組織に関する提案を作成し、総務委員会は両派の草案を審議して最終案を作り、これを原案として大会に提出することになった。
1875年2月14日と15日にハーゼンクレーヴァーらラッサール派とリープクネヒトらアイゼナハ派の会合がもたれ（ベーベルは入獄中だった）、ここで新しい党の組織と綱領に関する草案が決定された。組織問題では、強固な中央集権体制をとること、一切の党機関は党の年次大会で選挙すること、党機関として議長2名、会計1名、書記2名の5名からなる幹部会、7人からなる統制委員会、18人からなる委員会を置くこと、両派の機関紙（当面並立して続刊）の編集部を設置することなどが決まった。綱領草案は両派の綱領を調和させた物となり、ラッサール派は労働収益全収、賃金鉄則、国家の補助による生産組合などを盛り込むことに成功し、アイゼナハ派は運動の国際性、労働階級の解放は労働者自身によってのみなされることを盛り込むことに成功した。
しかしアイゼナハ派のベーベルはこの草案に反対し、ロンドンのエンゲルスに合同問題の意見を求めた。これをきっかけにマルクスが書いたのが『ゴータ綱領批判』だった。しかしリープクネヒトらアイゼナハ派幹部はこれを発表すれば合同に差し障ると考えて握りつぶした。1875年5月のゴータ大会において両派はゴータ綱領のもとに統一され、ドイツ社会主義労働者党(SAP)が結成されるに至った。

## 党首
党首にあたる第一会長（Erster Präsident）は以下の通り。
- フェルディナント・ラッサール（在職1863年5月23日-1864年8月31日）
- ベルンハルト・ベッカー（ドイツ語版）（在職1864年9月-1865年12月1日）
- カール・ヴィルヘルム・テルケ（ドイツ語版）（在職1865年12月1日-1867年12月23日）
- ヨハン・バプティスト・フォン・シュヴァイツァー（ドイツ語版）（在職1867年12月23日-1871年5月19日）
- ヴィルヘルム・ハーゼンクレーバー（ドイツ語版）（在職1871年5月19日-1875年5月27日）

## 帝国議会の党勢
| 選挙日        | 獲得議席（総議席） | 議席順位 |
| ------------- | ------------------ | -------- |
| 1867年8月31日 | 2議席（297議席）   | 第10党   |
| 1871年3月3日  | 0議席（382議席）   | 議席無   |
| 1874年1月10日 | 3議席（397議席）   | 第10党   |